# Las Palmas (huyện)
Huyện Las Palmas là một huyện (distrito) thuộc tỉnh Veraguas ở Panama. Theo điều tra dân số năm 2000, huyện này có dân số 17924 người. Huyện Las Palmas có diện tích 1006  km². Huyện lỵ đóng tại Las Palmas.